# Arc de Sant Martí (Varsòvia)

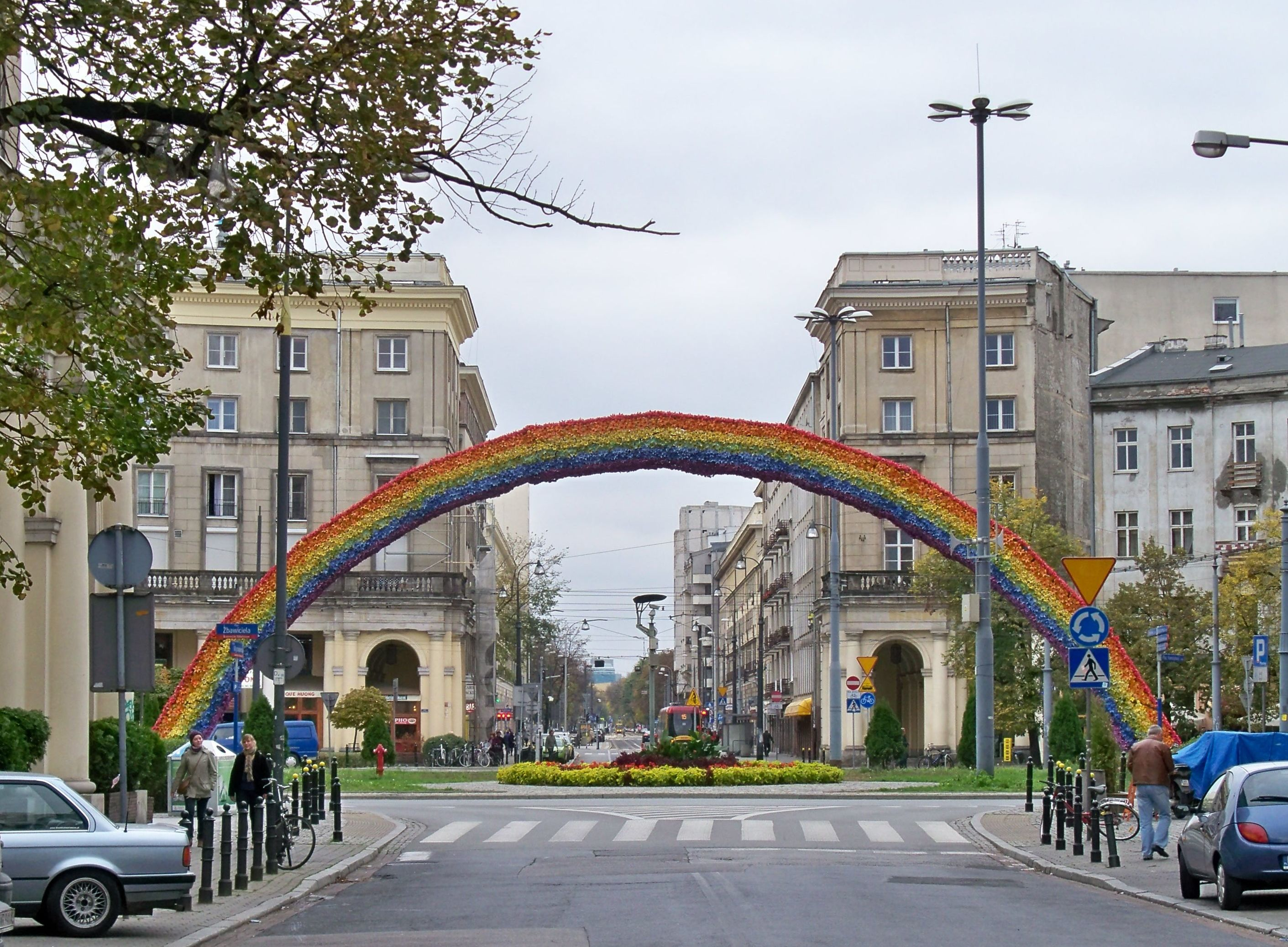
Tęcza, en la seva forma final a l'octubre de 2012.

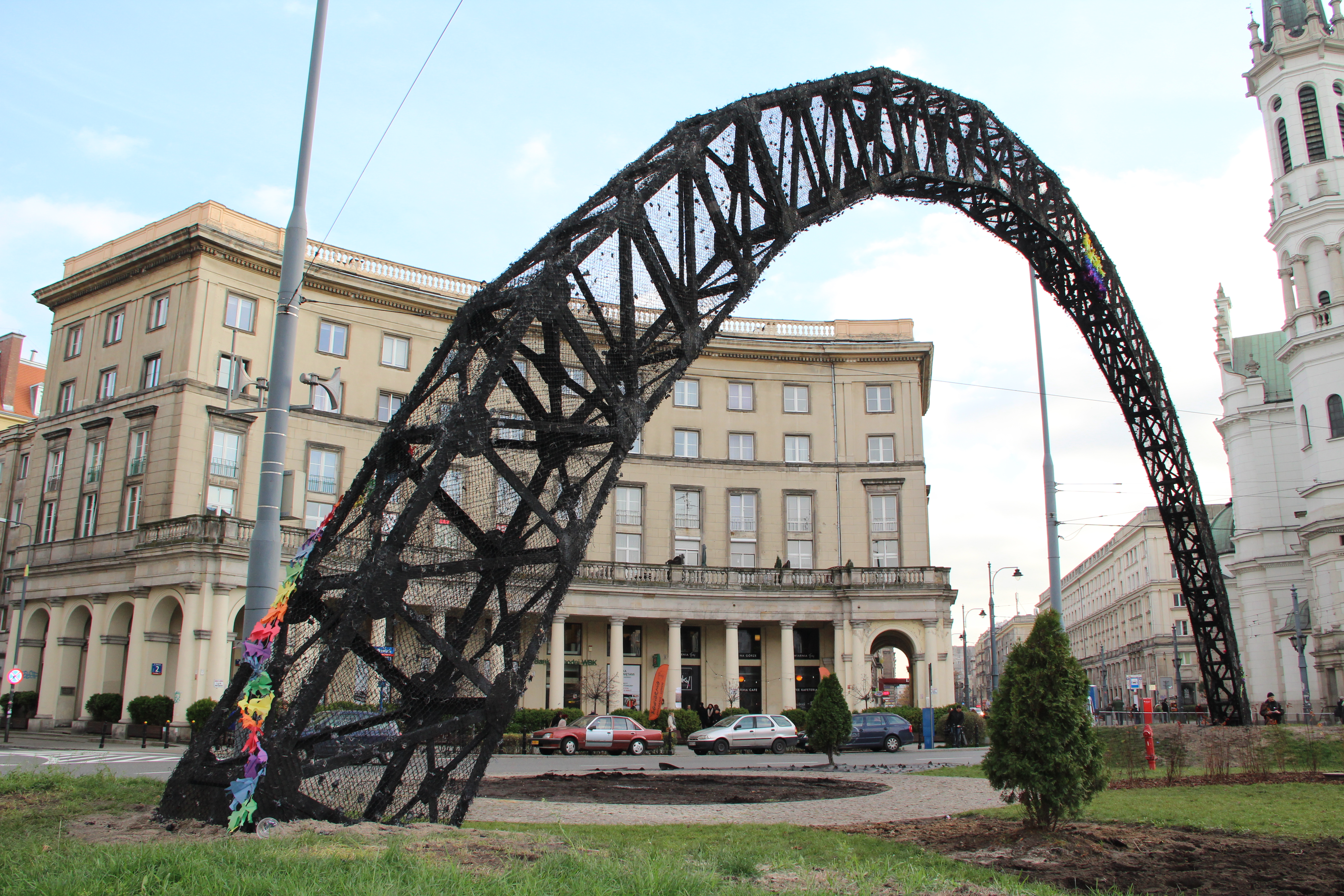
Tęcza, cremat després dels disturbis de novembre de 2013.

L'arc de Sant Martí o Tęcza ( ˈtɛntʃa) en polonès és una obra d'art en forma d'un arc de Sant Martí gegant, format per flors artificials, dissenyat per l'artista polonesa Julita Wójcik i situat a la Plaça del Salvador (Plac Zbawiciela) a la capital de Polònia, Varsòvia, des de l'estiu de 2012. L'obra ha estat vandalitzada en diverses ocasions, generant una certa controvèrsia en els mitjans de comunicació polonesos, habitualment en el context dels drets LGBT.

## Història
L'obra és la tercera en una sèrie d'instal·lacions similars creades per Wójcik; la segona va ser col·locada davant del Parlament Europeu a Brussel·les durant la presidència polonesa de la Unió Europea, a partir del 8 de setembre de 2011. L'arc de Sant Martí de Varsòvia està basat en el de Brussel·les, que va ser traslladat a Varsòvia el 8 de juny de 2012. Wójcik va rebre per l'obra el premi Paszport Polityki.
La idea darrere de l'obra d'art era la d'evocar sentiments positius relacionats amb el arc de Sant Martí, com l'amor, la pau i l'esperança, i havia de ser un símbol universal i apolític. Malgrat això, la instal·lació ha estat identificada amb el moviment LGBT, concretament amb la bandera LGBT.

## Vandalisme i controvèrsies
A causa d'aquesta relació entre l'arc de Sant Martí i el moviment LGBT, la situació de l'obra a la Plaça del Salvador ha estat controvertida a Polònia. El novembre de 2013, Tęcza havia estat vandalitzat en cinc ocasions, sent la crema de l'obra la forma més habitual. Així, l'obra va ser danyada el 13 de setembre de 2012, l'1 de gener de 2013 (encara que en aquest cas es va concloure que havia estat un accident amb focs artificials), el 4 de gener de 2013, al juliol de 2013 i finalment de nou l'11 de novembre de 2013, durant els disturbis per la celebració del Dia de la independència de Polònia. L'incident de novembre de 2013 va tenir lloc en el marc de diversos altercats provocats per nacionalistes d'extrema dreta, entre els quals s'explica un atac a l'ambaixada de Rússia a Polònia.
La instal·lació havia estat criticada per figures conservadores i de l'extrema dreta. El polític Bartosz Kownacki, del partit Dret i Justícia, va definir l'obra com «arc de sant Martí marieta» (pedalska tęcza) de forma despectiva. Un altre polític de Llei i Justícia, Stanisław Pięta, es va queixar que aquest «horrible arc de sant Martí havia ferit els sentiments dels creients» (que atenien a la propera església del Santíssim Salvador). El capellà Tadeusz Rydzyk de Ràdio Maryja el va descriure com un «símbol de la perversió».
Després dels incidents de novembre de 2013, la reconstrucció de Tęcza ha estat feta amb el suport de grups liberals, amb eslògans com «la llibertat no pot ser cremada»; més de 50.000 persones han expressat el seu suport en una pàgina polonesa de Facebook que sol·licitava la seva reconstrucció. L'alcaldessa de Varsòvia, Hanna Gronkiewicz-Waltz, de la Plataforma Cívica, va declarar que l'obra «serà reconstruïda tantes vegades com sigui necessari». Diverses personalitats poloneses han donat suport explícitament a l'obra, com Edyta Górniak, Katarzyna Zielińska, Monika Olejnik i Michał Piróg; també ha rebut el suport de l'ambaixador de Suècia a Polònia i activista LGBT Staffan Herrström.
Al desembre de 2014 el monument va ser incendiat de nou per un jove borratxo de 25 anys. La ràpida intervenció de la policia va evitar més danys.
D'acord amb alguns comentaristes, la controvèrsia sobre l'obra Tęcza és el perfecte exemple de la divisió existent en la societat polonesa entre les «idees progressistes occidentals de la societat civil i els valors tradicionals catòlics polonesos.»